# Wayne Hennessey
Pour les articles homonymes, voir Hennessey.
Robert Wayne Hennessey, couramment appelé Wayne Hennessey, né le 24 janvier 1987 à Bangor au Pays de Galles, est un footballeur international gallois qui évolue au poste de gardien de but.

## Biographie

### En club
Préformé à Manchester City, il intègre l'académie des Wolverhampton Wanderers en 2004, avant d'y devenir professionnel en 2006. Il est d'abord prêté en août 2006 à Bristol City en D3 anglaise où il ne joue que deux matchs avant de retourner chez les Wolves à la suite d'une blessure au bras.
En janvier 2007, il est de nouveau prêté, à Stockport County en D4 anglaise cette fois. Il garde sa cage inviolée à neuf reprises dès son arrivée. À la suite de ces bonnes prestations, les Wolves rappellent leur gardien en avril 2007 pour remplacer le titulaire Matt Murray (en) qui s'est blessé. Murray ne récupèrera jamais sa place, Hennessey est depuis avril 2007 le gardien titulaire des Wolverhampton Wanderers. Il accède avec son club à la Premier League en fin de saison 2008-2009.
Le 31 janvier 2014, il rejoint Crystal Palace. En juillet 2021, il quitte le club londonien après sept années à la suite de la fin de son contrat.
Le 20 juillet 2021, il rejoint en agent libre le Burnley FC. En juillet 2022, il quitte le club où il a été titulaire à trois reprise et rejoint un autre club de Premier League.
Le 15 juillet 2022, il signe un contrat de deux ans avec Nottingham Forest.
Le 13 janvier 2025, il rejoint de nouveau Nottingham Forest pour un contrat d'une année, soit jusqu'à la fin de la saison,.

### En sélection nationale
À la suite de ses belles prestations avec Stockport County et les Wolverhampton Wanderers, Hennessey est appelé en sélection galloise en mai 2007 et dispute son premier match international le 26 mai contre la Nouvelle-Zélande en amical. Il est le héros du match opposant son pays à l'Ukraine pour le dernier match de barrage qualificatif à la Coupe du Monde 2022 (victoire 1-0) en étant auteur d'une prestation magistrale.
Le 9 novembre 2022, il est sélectionné par Rob Page pour participer à la Coupe du monde 2022.

## Palmarès
Wayne Hennessey est champion d'Angleterre de D2 en 2009 avec Wolverhampton Wanderers puis finaliste de la Coupe d'Angleterre en 2016 avec Crystal Palace.